# Antharasanthe Plantation, Heggadadevankote
Antharasanthe Plantation là một làng thuộc tehsil Heggadadevankote, huyện Mysore, bang Karnataka, Ấn Độ.